# Andanada

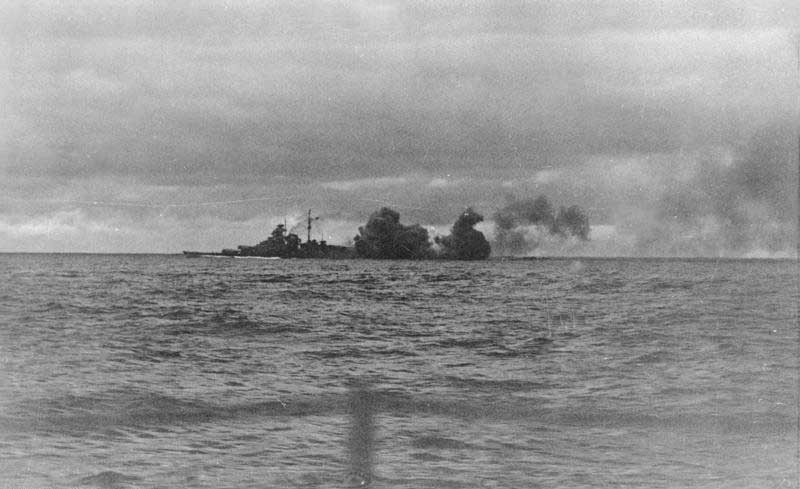
El Bismarck disparando una andanada contra el HMS Hood durante la batalla del estrecho de Dinamarca (1941).

Una andanada o salva es el disparo simultáneo de todos o buena parte de los cañones de uno de los dos costados de un buque de guerra. La palabra salva también se usa para designar aquellos disparos de artillería, con o sin carga de balas, que se detonan para saludar una ciudad, un puerto o una persona importante.
Las andanadas pueden ser parciales, escalonadas o completas:
- Andanada parcial: sólo disparan algunas piezas hacia el blanco, su función es visar el blanco, es decir, verificar su trayectoria respecto del blanco.
- Andanada escalonada: las piezas son disparadas con distintas elevaciones con el objetivo de determinar el alcance y centrado del blanco, por lo general son escalonadas a 400 m.
- Andanada completa: una vez visado y determinado el grado de alcance de las andanadas escalonadas, las piezas principales o secundarias disparan una salva completa dentro de los límites establecidos en la central de cálculo de tiro naval y así acertar en el blanco.

También se designa como «salva fría» aquella salva o andanada que se dispara primero, cuando los cañones del buque están todavía fríos.
- Datos: Q8198742